# Maculonaclia marietta
Maculonaclia marietta là một loài bướm đêm thuộc phân họ Arctiinae, họ Erebidae.